# Allodia araucaniensis
Allodia araucaniensis är en tvåvingeart som först beskrevs av Lane 1962.  Allodia araucaniensis ingår i släktet Allodia och familjen svampmyggor. Inga underarter finns listade i Catalogue of Life.